# ラス・ヘンショー
ラス・ヘンショー (Russ Henshaw、1990年6月7日-）は、オーストラリアのフリースキーヤー。Winter X Gamesのスロープスタイル種目で1つのシルバーメダルを獲得。ソチオリンピックのスロープスタイル種目にオーストラリア代表として出場。

## 成績
2011にColoradoのAspenで開催したWinter X Games XVでは、Sammy Carlsonに続きシルバーメダルに輝く。

## スポンサー
フォルクル・MARKER・DALBELLO・レッドブル・adidas